# Diseño de bloque
En matemática combinatoria, un diseño de bloque (o también diseño de bloques) es una estructura de incidencia que consta de un conjunto y de una familia de subconjuntos conocidos como bloques, elegidos de manera que la frecuencia de los elementos satisfaga ciertas condiciones que hacen que la colección de bloques exhiba simetría (esté equilibrada). Los diseños de bloques tienen aplicaciones en muchas áreas, como el diseño experimental, la geometría finita, la fisicoquímica, la pruebas de software, la criptografía y la geometría algebraica.
Sin más especificaciones, el término diseño de bloques generalmente se refiere a un diseño de bloques incompleto equilibrado (BIBD), específicamente (y también como sinónimo) a un 2-diseño, que ha sido el tipo más intensamente estudiado históricamente debido a su aplicación en el diseño experimental. Su generalización se conoce como t-diseño.

## Resumen
Se dice que un diseño está equilibrado (hasta t) si todos los t-subconjuntos del conjunto original aparecen en el mismo número de bloques (es decir, λ). Cuando t no se especifica, normalmente se puede suponer que es 2, lo que significa que cada par de elementos se encuentra en el mismo número de bloques y el diseño está equilibrado por pares. Para t=1, cada elemento aparece en el mismo número de bloques (el número de replicación, denotado por r) y se dice que el diseño es regular. Cualquier diseño equilibrado hasta t también está equilibrado en todos los valores inferiores de t (aunque con diferentes valores de λ). Así, por ejemplo, para un diseño equilibrado por pares (t=2), el diseño también es regular (t=1). Cuando el requisito de equilibrio falla, un diseño aún puede estar parcialmente equilibrado si los t subconjuntos se pueden dividir en n clases, cada una con su propio valor λ (diferente). Para t=2 estos se conocen como diseños PBIBD(n), cuyas clases forman un esquema de asociación.
Generalmente se dice (o se supone) que los diseños son incompletos, lo que significa que la colección de bloques no son todos los k-subconjuntos posibles, descartando así un diseño trivial.
Un diseño de bloques en el que todos los bloques tienen el mismo tamaño (normalmente denominado k) se denomina uniforme o adecuado. Los diseños discutidos en este artículo son todos uniformes. También se han estudiado diseños de bloques que no necesariamente son uniformes; para t=2 se conocen en la bibliografía con el nombre general diseños equilibrados por pares (PBD).
Los diseños de bloques pueden tener o no bloques repetidos. Los diseños sin bloques repetidos se denominan simples, en cuyo caso la familia de bloques es un conjunto en lugar de un multiconjunto.
En estadística, el concepto de diseño de bloques puede extenderse a diseños de bloques no binarios, en los que los bloques pueden contener múltiples copias de un elemento (véase bloqueado (estadística)). Allí, un diseño en el que cada elemento aparece el mismo número total de veces se denomina equirreplicado, lo que implica un diseño regular solo cuando el diseño también es binario. La matriz de incidencia de un diseño no binario enumera el número de veces que se repite cada elemento en cada bloque.

## Diseños uniformes regulares (configuraciones)
El tipo más simple de diseño "equilibrado" (t=1) se conoce como configuración táctica o diseño 1. La estructura de incidencia correspondiente en geometría se conoce simplemente como configuración, (véase configuración (geometría)). Este diseño es uniforme y regular: cada bloque contiene k elementos y cada elemento está contenido en r bloques. El número de elementos del conjunto v y el número de bloques b están relacionados por {\displaystyle bk=vr}, que es el número total de apariciones de elementos.
Cada matriz booleana con sumas de filas y columnas constantes es la matriz de incidencia de un diseño de bloques uniforme regular. Además, cada configuración tiene un Grafo bipartito birregular correspondiente, conocido como su incidencia o grafo de Levi.

## Diseños uniformes equilibrados por pares (2-diseños o BIBD)
Dado un conjunto finito X (de elementos llamados puntos) y tres números enteros k, r, λ ≥ 1, se define un 2-diseño (o BIBD, que significa diseño de bloques incompleto equilibrado) B que es una familia de subconjuntos de k elementos de X, llamados bloques, tales que cualquier x en X está contenido en r bloques, y cualquier par de puntos distintos x e y en X está contenido en λ bloques. En este caso, la condición de que cualquier x en X esté contenido en r bloques es redundante, como se muestra a continuación.
Aquí v (el número de elementos de X, llamados puntos), b (el número de bloques), k, r y λ son los parámetros del diseño (para evitar ejemplos degenerados, también se supone que v > k, de modo que ningún bloque contenga todos los elementos del conjunto. Este es el significado de incompleto en el nombre de estos diseños). La estructura queda reflejada en la tabla siguiente:
| v | Puntos, número de elementos de X                                                           |
| b | Número de bloques                                                                          |
| r | Número de bloques que contienen un punto dado                                              |
| k | Número de puntos en un bloque                                                              |
| λ | Número de bloques que contienen 2 puntos distintos (o más generalmente t) puntos distintos |
El diseño se denomina diseño (v, k, λ) o (v, b, r, k , λ)-diseño. Los parámetros no son todos independientes; v, k y λ determinan b y r, y no todas las combinaciones de v, k y λ son posibles. Las dos ecuaciones básicas que conectan estos parámetros son:
{\displaystyle bk=vr,}
obtenido contando el número de pares (B, p) donde B es un bloque y p es un punto en ese bloque, y
{\displaystyle \lambda (v-1)=r(k-1),}
se obtiene al contar para una x fija las tripletas (x, y, B) donde x e y son puntos distintos y B es un bloque que los contiene a ambos. Esta ecuación para cada x también demuestra que r es constante (independiente de x) incluso sin asumirlo explícitamente, demostrando así que la condición de que cualquier x en X'' está contenido en r bloques es redundante; y r se puede calcular a partir de otros parámetros.
Estas condiciones no son suficientes porque, por ejemplo, no existe un diseño (43,7,1).
El orden de un 2-diseño se define como n = r − λ. El complemento de un 2-diseño se obtiene reemplazando cada bloque con su complemento en el conjunto de puntos X. También es un 2-diseño y tiene parámetros v′ = v, b′ = b, r′ = b  − r, k′ = v − k, λ′ = λ + b− 2r. Un 2-diseño y su complemento tienen el mismo orden.
Un teorema fundamental, la desigualdad de Fisher, que lleva el nombre del estadístico Ronald Fisher, es que b ≥ v en cualquier 2-diseño.
Un resultado combinatorio bastante sorprendente y no muy obvio pero sí muy general para estos diseños es que si los puntos se denotan mediante cualquier conjunto arbitrariamente elegido de números igualmente o desigualmente espaciados, no se puede elegir un conjunto que pueda formar todas las sumas en bloque (es decir, la suma de todos los puntos en un bloque dado) para obtener un mismo valor constante. Sin embargo, esto puede ser posible para otros diseños, como los diseños de bloques incompletos parcialmente equilibrados. Sin embargo, también se puede observar trivialmente para los cuadrados mágicos o rectángulos mágicos que pueden verse como diseños de bloques incompletos parcialmente equilibrados.

### Ejemplos
El diseño único (6,3,2) (v = 6, k = 3, λ = 2) tiene 10 bloques (b = 10) y cada elemento se repite 5 veces (r = 5). Usando los símbolos 0 − 5, los bloques son los siguientes tripletes:
012    013    024    035    045    125 134    145    234    235.
y la matriz de incidencia correspondiente (a v×b matriz booleana con suma de fila constante r y suma de columna constante k) es:
{\displaystyle {\begin{pmatrix}1&1&1&1&1&0&0&0&0&0\\1&1&0&0&0&1&1&1&0&0\\1&0&1&0&0&1&0&0&1&1\\0&1&0&1&0&0&1&0&1&1\\0&0&1&0&1&0&1&1&1&0\\0&0&0&1&1&1&0&1&0&1\\\end{pmatrix}}}
Uno de los cuatro diseños no isomorfos (8,4,3) tiene 14 bloques y cada elemento se repite 7 veces. Usando los símbolos 0 − 7, los bloques son las siguientes 4-tuplas:
0123    0124    0156    0257    0345    0367    0467    1267    1346    1357    1457    2347    2356    2456.
El diseño único (7,3,1) es simétrico y tiene 7 bloques con cada elemento repetido 3 veces. Usando los símbolos 0 − 6, los bloques son los siguientes tripletes:
013    026    045    124    156    235 346.
Este diseño está asociado al plano de Fano, y los elementos y bloques del diseño se corresponden con los puntos y las líneas del plano. Su correspondiente matriz de incidencia también puede ser simétrica, si las etiquetas o bloques se ordenan de la forma correcta:
{\displaystyle \left({\begin{matrix}1&1&1&0&0&0&0\\1&0&0&1&1&0&0\\1&0&0&0&0&1&1\\0&1&0&1&0&1&0\\0&1&0&0&1&0&1\\0&0&1&1&0&0&1\\0&0&1&0&1&1&0\end{matrix}}\right)}

## 2-diseños simétricos (SBIBD)
El caso de igualdad en la desigualdad de Fisher, es decir, un 2-diseño con igual número de puntos y bloques, se denomina diseño simétrico. Los diseños simétricos tienen la menor cantidad de bloques entre todos los 2-diseños con la misma cantidad de puntos.
En un diseño simétrico, r = k también se cumple que b = v y, aunque generalmente no es cierto en 2-diseños arbitrarios, en un diseño simétrico cada dos bloques distintos coinciden en λ puntos. Un teorema debido a Ryser demuestra la condición recíproca. Si X es un conjunto de v elementos  y B es un conjunto de subconjuntos integrados por k de estos v elementos  (los bloques), tales que dos bloques distintos tienen exactamente λ puntos en común, entonces (X, B) es un diseño de bloque simétrico.
Los parámetros de un diseño simétrico satisfacen que
{\displaystyle \lambda (v-1)=k(k-1).}
Esto impone fuertes restricciones a v, por lo que el número de puntos dista mucho de ser arbitrario. El teorema de Bruck-Ryser-Chowla proporciona condiciones necesarias, pero no suficientes, para la existencia de un diseño simétrico en términos de estos parámetros.
Los siguientes son algunos conocidos ejemplos de 2-diseños simétricos:

### Planos proyectivos
Los planos proyectivos finitos son 2-diseños simétricos con λ = 1 y orden n > 1. Para estos diseños, la ecuación de diseño simétrico se convierte en:
{\displaystyle v-1=k(k-1).}
Como k = r, se escribir el orden de un plano proyectivo como n = k − 1 y, a partir de la ecuación mostrada arriba, se obtiene que v = (n + 1)n + 1 = n2 + n  + 1 puntos en un plano proyectivo de orden n.
Como un plano proyectivo es un diseño simétrico, entonces b = v, lo que significa que b = n2 + n + 1 también. El número b es el número de líneas del plano proyectivo. No puede haber líneas repetidas, ya que λ = 1, por lo que un plano proyectivo es un 2-diseño simple en el que el número de líneas y el número de puntos son siempre los mismos. Para un plano proyectivo, k es el número de puntos en cada línea y es igual a n + 1. De manera similar, r = n + 1 es el número de líneas con las que incide un punto determinado.
Para n = 2 se obtiene un plano proyectivo de orden 2, también llamado plano de Fano, con v = 4 + 2 + 1 = 7 puntos y 7 líneas. En el plano de Fano, cada línea tiene n + 1 = 3 puntos y cada punto pertenece a n + 1 = 3 líneas.
Se sabe que existen planos proyectivos para todos los órdenes que son números primos o potencias de primos. Forman la única familia infinita conocida (con respecto a tener un valor λ constante) de diseños de bloques simétricos.

### Biplanos
Un biplano o geometría biplano es un 2-diseño simétrico con λ = 2; es decir, cada conjunto de dos puntos está contenido en dos bloques (líneas), mientras que dos líneas cualesquiera se cruzan en dos puntos. Son similares a los planos proyectivos finitos, excepto que en lugar de dos puntos que determinan una línea (y dos líneas que determinan un punto), dos puntos determinan dos líneas (respectivamente, puntos). Un biplano de orden n es aquel cuyos bloques tienen k = n + 2 puntos; tiene v = 1 + (n + 2)(n + 1)/2 puntos (dado que r= k).
Los 18 ejemplos conocidos se enumeran a continuación.
- (Trivial) El biplano de orden 0 tiene 2 puntos (y líneas de tamaño 2; un 2-diseño-(2,2,2)); son dos puntos, con dos bloques, cada uno de los cuales consta de ambos puntos. Geométricamente es el dígono.
- El biplano de orden 1 tiene 4 puntos (y líneas de tamaño 3; un 2-diseño-(4,3,2)); es el diseño completo con v = 4 y k = 3. Geométricamente, los puntos son los vértices de un tetraedro y los bloques son sus caras.
- El biplano de orden 2 es el complemento del plano de Fano: tiene 7 puntos (y líneas de tamaño 4; una configuración del tipo 2-(7,4,2)), donde las líneas se dan como los complementos de las líneas (de 3 puntos) en el plano de Fano.[13]
- El biplano de orden 3 tiene 11 puntos (y líneas de tamaño 5; una configuración del tipo 2-(11,5,2)), y también se conoce como biplano de Paley en referencia a Raymond Paley. Está asociado al dígrafo de Paley de orden 11, que se construye utilizando un campo de 11 elementos, y es el 2-diseño de Hadamard asociado a la matriz de Hadamard de tamaño 12 (véase construcción de Paley I).

Algebraicamente, esto corresponde a la incorporación excepcional del grupo lineal proyectivo PSL(2,5) en PSL(2,11); consultése grupo lineal proyectivo: acción sobre p puntos para obtener más detalles.
- Hay tres biplanos de orden 4 (y 16 puntos, líneas de tamaño 6; una configuración del tipo 2-(16,6,2)). Uno es la configuración de Kummer. Estos tres diseños también son diseños de Menon.
- Hay cuatro biplanos de orden 7 (y 37 puntos, líneas de tamaño 9; una configuración del tipo 2-(37,9,2)).[15]
- Hay cinco biplanos de orden 9 (y 56 puntos, líneas de tamaño 11; una configuración del tipo 2-(56,11,2)).[16]
- Se conocen dos biplanos de orden 11 (y 79 puntos, rectas de tamaño 13; una configuración del tipo 2-(79,13,2)).[17]

Los biplanos de órdenes 5, 6, 8 y 10 no existen, como muestra el teorema de Bruck-Ryser-Chowla.

### 2-diseños de Hadamard
Una matriz de Hadamard H de tamaño m es una matriz m × m cuyas entradas tienen el valor +1 o -1, tal que HH⊤  =  mIm, donde H⊤ es la transpuesta de H e Im es la matriz identidad de orden m × m. Una matriz de Hadamard se puede expresar en forma estandarizada (es decir, convertida a una matriz de Hadamard equivalente) donde las entradas de la primera fila y la primera columna son todas +1. Si el tamaño m > 2 entonces m debe ser múltiplo de 4.
Dada una matriz de Hadamard de tamaño 4a en forma estandarizada, se elimina la primera fila y la primera columna y se convierte cada −1 en 0. La matriz 0–1 resultante M es la matriz de incidencia de un Diseño simétrico del tipo 2-(4a − 1, 2a − 1, a − 1) llamado 2-diseño de Hadamard.
Contiene {\displaystyle 4a-1} bloques/puntos; y cada uno contiene/está contenido en {\displaystyle 2a-1} puntos/bloques. Cada par de puntos está contenido exactamente en {\displaystyle a-1} bloques.
Esta construcción es reversible y la matriz de incidencia de un 2-diseño simétrico con estos parámetros se puede utilizar para formar una matriz de Hadamard de tamaño 4a.

## 2-diseños resolubles
Un 2-diseño resoluble es un BIBD cuyos bloques se pueden dividir en conjuntos (llamados clases paralelas), cada uno de los cuales forma una partición del conjunto de puntos del BIBD. El conjunto de clases paralelas se denomina resolución del diseño.
Si un diseño resoluble 2-(v,k,λ) tiene c clases paralelas, entonces b  ≥ v + c − 1.
En consecuencia, un diseño simétrico no puede tener una resolución no trivial (más de una clase paralela).
Los 2-diseños arquetípicos resolubles son los planos afines finitos. Una solución del famoso problema de las colegialas de Kirkman es una resolución de 2-diseño-(15,3,1).

## Diseños equilibrados generales (t-diseños)
Dado cualquier entero positivo t, un t-diseño B es una clase de subconjuntos de k elementos de X, llamados bloques, de forma que cada punto x de X aparece exactamente en r bloques, y cada subconjunto de t elementos T aparece exactamente en λ bloques. Los números v (el número de elementos de X), b (el número de bloques), k, r, λ y t son los parámetros del diseño. El diseño puede denominarse t-(v,k,λ) diseño. Nuevamente, estos cuatro números determinan b y r y los cuatro números en sí no pueden elegirse arbitrariamente. Las ecuaciones son
{\displaystyle \lambda _{i}=\lambda \left.{\binom {v-i}{t-i}}\right/{\binom {k-i}{t-i}}{\text{para }}i=0,1,\ldots ,t,}
donde λi es el número de bloques que contienen cualquier conjunto de puntos de i elementos y λt = λ.
Debe tenerse en cuenta que {\displaystyle b=\lambda _{0}=\lambda {v \choose t}/{k \choose t}} y {\displaystyle r=\lambda _{1}=\lambda {v-1 \choose t-1}/{k-1 \choose t-1}}.
Teorema: Cualquier diseño t-(v,k,λ) también es un s-(v,' 'k,λs)-diseño para cualquier s con 1 ≤ s ≤ t. (Tenga en cuenta que el "valor lambda" cambia como se indica arriba y depende de "s".)
Una consecuencia de este teorema es que todo diseño t con t ≥ 2 es también un 2-diseño.
Un diseño t-(v,k,1) se llama sistema de Steiner.
El término diseño de bloques por sí solo generalmente significa un 2-diseño.

### t-diseños derivados y extensibles
Sea D = (X, B) un  t-(v,k,λ) diseño y p un punto de X. El diseño derivado Dp tiene X − {p} puntos establecidos y como bloque establece todos los bloques de D que contienen p, pero con p eliminado. Es un (t − 1)-(v − 1, k − 1, λ) diseño. Debe tenerse en cuenta que los diseños derivados con respecto a diferentes puntos pueden no ser isomórficos. Un diseño E se denomina extensión de D si E tiene un punto p tal que Ep es isomorfo a D. En consecuencia, D se denomina extensible si tiene extensión.
Teorema: Si un t-(v,k,λ) diseño tiene una extensión, entonces k+  1 divide b(v + 1).
Los únicos planos proyectivos extensibles (diseños simétricos 2-(n2 + n + 1, n + 1, 1)) son los de orden 2 y 4.
Cada 2-diseño de Hadamard 2 es ampliable (a un 3-diseño de Hadamard).
Teorema:
Si D, un diseño simétrico 2-(v,k,λ), es extensible, entonces se cumple una de las siguientes condiciones:
1. D es un 2-diseño de Hadamard,
2. v  =  (λ+ 2)(λ2 + 4λ + 2), k= λ2 + 3λ + 1,
3. v= 495, k = 39, λ = 3.

Debe tenerse en cuenta que el plano proyectivo de orden dos es un 2-diseño de Hadamard; el plano proyectivo de orden cuatro tiene parámetros que corresponden al caso del 2-diseño; los únicos otros diseños 2 simétricos conocidos con parámetros en el caso 2 son los biplanos de orden 9, pero ninguno de ellos es extensible; y no se conoce ningún 2-diseño simétrico con los parámetros del caso 3.

#### Planos inversivos
Un diseño con los parámetros de la extensión de un plano afín, es decir, un 3-(n2 + 1, n + 1, 1) diseño, se llama plano inversivo finito, o también plano de Möbius de orden n.
Es posible dar una descripción geométrica de algunos planos inversivos, y en especial de todos los planos inversivos conocidos. Un ovoide en PG(3,q) es un conjunto de q2+1 puntos, de manera que no hay tres colineales. Se puede demostrar que cada plano (que es un hiperplano, ya que la dimensión geométrica es 3) de PG(3,q) se encuentra con un ovoide O en 1 o en (q+ 1) puntos. Las secciones planas de tamaño q + 1 de O son los bloques de un plano inverso de orden q. Cualquier plano inverso que surja de esta manera se llama en forma de huevo. Todos los planos inversivos conocidos tienen forma de huevo.
Un ejemplo de ovoide es la cuádrica elíptica, el conjunto de ceros de la forma cuadrática
x1x2 + f(x3, x4),
donde f es una forma cuadrática irreducible en dos variables sobre GF(q). [f(x,y) = x2 + xy + y2 por ejemplo].
Si q es una potencia impar de 2, se conoce otro tipo de ovoide: el ovoide de Suzuki-Tits.
Teorema. Sea q un entero positivo, al menos 2. (a) Si q es impar, entonces cualquier ovoide es proyectivamente equivalente a la cuádrica elíptica en una geometría proyectiva PG(3,q ); por lo que q es una potencia prima y existe un plano inverso de orden q único en forma de huevo (pero se desconoce si existen los que no tienen forma de huevo). (b) si q es par, entonces q es una potencia de 2 y cualquier plano inverso de orden q es similar a un huevo (pero puede haber algunos ovoides desconocidos).

## Diseños parcialmente equilibrados (PBIBD)
Un esquema de asociación de clase n consta de un conjunto X de tamaño v junto con una partición S de X × X con (n + 1) relaciones binarias, R0, R1, ..., Rn. Se dice que un par de elementos en relación Ri son iésimo-asociados. Cada elemento de X tiene ni  iésimos asociados. Además:
- {\displaystyle R_{0}=\{(x,x):x\in X\}} y se llama relación de identidad.
- Definiendo {\displaystyle R^{*}:=\{(x,y)|(y,x)\in R\}}, si R está en S, entonces R* está en S
- Si es {\displaystyle (x,y)\in R_{k}}, el número de {\displaystyle z\in X} tal que {\displaystyle (x,z)\in R_{i}} y {\displaystyle (z,y)\in R_{j}} es una {\displaystyle p_{ij}^{k}} constante que depende de i, j, k pero no de la elección particular de x e y.

Un esquema de asociación es conmutativo si {\displaystyle p_{ij}^{k}=p_{ji}^{k}} para todos los i, j y k. La mayoría de los autores asumen esta propiedad.
Un diseño de bloques incompleto parcialmente equilibrado con n clases asociadas (PBIBD(n)) es un diseño de bloques basado en un conjunto X de v elementos, con  b bloques cada uno de tamaño k y con cada elemento apareciendo en r bloques, de manera que exista un esquema de asociación con n clases definidas en X donde, si los elementos x e y son iésimos asociados, 1 ≤ i ≤ n, y entonces aparecen juntos exactamente en λi bloques.
Un PBIBD(n) determina un esquema de asociación, pero lo contrario es falso.

### Ejemplo
Sea A(3) el siguiente esquema de asociación con tres clases asociadas en el conjunto X = {1,2,3,4,5,6}. La entrada (i,j) es s si los elementos i y j están en relación Rs.
|   | 1 | 2 | 3 | 4 | 5 | 6 |
| - | - | - | - | - | - | - |
| 1 | 0 | 1 | 1 | 2 | 3 | 3 |
| 2 | 1 | 0 | 1 | 3 | 2 | 3 |
| 3 | 1 | 1 | 0 | 3 | 3 | 2 |
| 4 | 2 | 3 | 3 | 0 | 1 | 1 |
| 5 | 3 | 2 | 3 | 1 | 0 | 1 |
| 6 | 3 | 3 | 2 | 1 | 1 | 0 |

Los bloques de un PBIBD(3) basado en A(3) son:
| 124 | 134 | 235 | 456 |
| 125 | 136 | 236 | 456 |

Los parámetros de este PBIBD(3) son: v  =  6, b  =  8, k  =  3, r  =  4 y λ1 = λ2 = 2 y λ3 = 1. Además, para el esquema de asociación se tiene que n0  =  n2  =  1 y n1  =  n3  =  2. La matriz de incidencia M es:
{\displaystyle {\begin{pmatrix}1&1&1&1&0&0&0&0\\1&1&0&0&1&1&0&0\\0&0&1&1&1&1&0&0\\1&0&1&0&0&0&1&1\\0&1&0&0&1&0&1&1\\0&0&0&1&0&1&1&1\\\end{pmatrix}}}
y la matriz de concurrencia MMT es
{\displaystyle {\begin{pmatrix}4&2&2&2&1&1\\2&4&2&1&2&1\\2&2&4&1&1&2\\2&1&1&4&2&2\\1&2&1&2&4&2\\1&1&2&2&2&4\\\end{pmatrix}}}
de donde se pueden recuperar los valores λ y r.

### Propiedades
Los parámetros de un PBIBD(m) satisfacen que:
1. {\displaystyle vr=bk}
2. {\displaystyle \sum _{i=1}^{m}n_{i}=v-1}
3. {\displaystyle \sum _{i=1}^{m}n_{i}\lambda _{i}=r(k-1)}
4. {\displaystyle \sum _{u=0}^{m}p_{ju}^{h}=n_{j}}
5. {\displaystyle n_{i}p_{jh}^{i}=n_{j}p_{ih}^{j}}

Un PBIBD(1) es un BIBD y un PBIBD(2) en los que λ1  =  λ2 es un BIBD.

### PBIBD(2) de clase asociada
Los PBIBD(2) son los que más se han estudiado porque son los más simples y útiles de los PBIBD. Se dividen en seis tipos según una clasificación de los PBIBD(2) "entonces conocidos" realizada por Bose y Shimamoto (1952):
1. Grupo divisible
2. Triangular
3. Tipo de cuadrado latino
4. Cíclico
5. Tipo de geometría parcial
6. Resto de casos

## Aplicaciones
El tema matemático de los diseños de bloques se originó en el marco estadístico del diseño experimental. Estos diseños fueron especialmente útiles en aplicaciones de la técnica de análisis de la varianza (ANOVA), que sigue siendo un área importante para el uso de diseños de bloques.
Si bien los orígenes del tema se basan en aplicaciones biológicas (como parte de la terminología existente), los diseños se utilizan en muchas aplicaciones donde se realizan comparaciones sistemáticas, como en pruebas de software.
La matriz de incidencia de los diseños de bloques proporciona una fuente natural de códigos de bloque interesantes que se utilizan como código de corrección de errores. Las filas de sus matrices de incidencia también se utilizan como símbolos en forma de modulación por posición de pulso.

### Aplicación en estadística
Supóngase que los investigadores del cáncer de piel quieren probar tres protectores solares diferentes. Para ello, cubren con dos protectores solares diferentes la parte superior de cada mano de una persona de prueba. Después de una exposición a la radiación ultravioleta, se registra la irritación de la piel en términos de quemaduras solares. El número de tratamientos es de 3 (protectores solares) y el tamaño del bloque es de 2 (manos por persona).
Un BIBD correspondiente puede ser generado por la función R design.bib del R-package agricolae y se especifica en la siguiente tabla:
| Gráficos | Bloque | Tratamiento |
| -------- | ------ | ----------- |
| 101      | 1      | 3           |
| 102      | 1      | 2           |
| 201      | 2      | 1           |
| 202      | 2      | 3           |
| 301      | 3      | 2           |
| 302      | 3      | 1           |

El investigador elige los parámetros v= 3, k= 2 y λ= 1 para el diseño del bloque que luego se insertan en la función R. A continuación se determinan automáticamente los parámetros restantes b y r.
Usando las relaciones básicas se calcula que se necesitan b= 3 bloques, es decir, 3 personas de prueba para obtener un diseño de bloques incompleto equilibrado. Etiquetando los bloques A, B y C, para evitar confusiones, se obtiene el diseño de bloques,
A= {2, 3},    B= {1, 3} y C= {1, 2}.
Una matriz de incidencia correspondiente se especifica en la siguiente tabla:
| Tratamiento | Bloque A | Bloque B | Bloque C |
| ----------- | -------- | -------- | -------- |
| 1           | 0        | 1        | 1        |
| 2           | 1        | 0        | 1        |
| 3           | 1        | 1        | 0        |

Cada tratamiento aparece en dos bloques, por lo que r= 2.
Un solo bloque (C) contiene los tratamientos 1 y 2 simultáneamente y lo mismo se aplica a los pares de tratamientos (1,3) y (2,3). Por lo tanto, λ= 1.
Es imposible utilizar un diseño completo (todos los tratamientos en cada bloque) en este ejemplo, porque hay tres protectores solares para probar, pero solo dos manos en cada persona.